# Nabiu uliginós
El nabiu uliginós (Vaccinium uliginosum) és una planta del gènere Vaccinium, molt semblant al nabiu. També rep el nom de nabiu negre i nabinera alpina.

## Descripció
Petit arbust caducifoli, de 20 a 60 cm d'alt de color verd glauc. Tija de secció circular de color marró. Les fulles són obovades, enteres i de color verd blavís, d'1 a 2 cm, trets que el diferencien del nabiu comú, també són caduques.
Floreix entre els mesos de maig i juliol. Les Flors són urceolades (en forma d'olla), blanques o rosades, agrupades en raïms.
El fruit madur és una baia de color blau fosc, de 6 a 8 mm, gairebé negre no tan arrodonit com el nabiu comú, que es pot recollir pel mes d'agost. El fruit és comestible, si bé en certa quantitat pot ser tòxic.

## Distribució i hàbitat
Es troba pràcticament a tot l'hemisferi nord, des d'Amèrica del Nord fins a Mongòlia, la Xina i Japó, passant pel Caucas i l'Europa septentrional. A l'Àrtida viu pràcticament a nivell del mar, però a mesura que apareix en latituds més baixes va pujant per les muntanyes: a la serralada dels Pirineus sol viure per sobre els 2.000 m.
A Catalunya viu exclusivament als Pirineus, normalment en matollars de l'estatge alpí, més amunt que el nabiu comú i no és, ni de bon tros, tan comú. S'ha trobat també en boscos de pi negre esclarissats, compartint l'espai, de vegades, amb el nabiu comú. En general prefereix ambients ben innivats, amb una certa humitat.

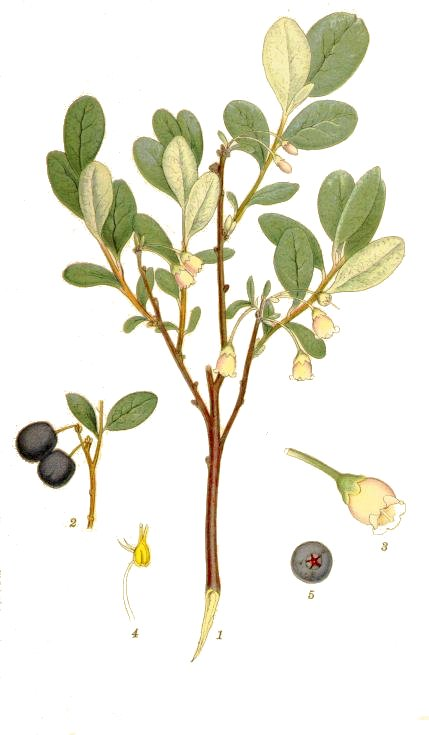
Il·lustració del nabiu uliginós.